# Богоссян, Арам
Арам Богоссян (порт. Aram Boghossian; род. 17 ноября 1929 или 19 ноября 1929, Рио-де-Жанейро) — бразильский пловец, участник Олимпийских игр 1948 и 1952 года.

## Биография
Родился в 1929 году в армянской семье. Параллельно занимался плаванием и баскетболом, но позже решил сосредоточиться на плавании.
Богоссян дважды принимал участие в Олимпийских играх. На играх 1948 года в Лондоне выбыл на стадии полуфинала в дисциплине 100 метром вольным стилем, а в эстафете 4×200 метров вольным стилем вышел с бразильской командой в финал, но занял в нём последнее 8 место. На играх 1952 года в Хельсинки завершил выступление в обеих дисциплинах в предварительном раунде.
Также Богоссян был серебряным призёром Панамериканских игр 1951 года в эстафете 4×200. Его партнёрами по сборной выступили Рикарду Капанема, Жуан Гонсалвеш Фильо и Тэцуо Окамото.